# دادگاه حقوق بشر و مردم آفریقا
دادگاه حقوق بشر و مردم آفریقا (انگلیسی: African Court on Human and Peoples' Rights)که به اختصار به عنوان دادگاه آفریقا نیز شناخته می‌شود، یک دادگاه بین‌المللی است که توسط کشورهای عضو اتحادیه آفریقا (AU) برای اجرای مفاد منشور حقوق بشر و مردم آفریقا تأسیس شده‌است. این دادگاه که در آروشا تانزانیا مستقر است و به عنوان بازوی قضایی اتحادیه آفریقا در نظر گرفته می‌شود و یکی از سه دادگاه منطقه‌ای حقوق بشر (همراه با دادگاه اروپایی حقوق بشر و دادگاه حقوق بشر بین آمریکایی) است. دادگاه متشکل از یازده قاضی است که توسط کشورهای عضو اتحادیه آفریقا معرفی شده و توسط مجمع سران کشورها و دولت‌ها انتخاب می‌شوند. قضات در دوره‌های شش ساله خدمت می‌کنند و فقط برای یک بار می‌توانند دوباره انتخاب شوند. رئیس دادگاه به صورت تمام وقت در آروشا کار می‌کند و ده قاضی دیگر به صورت پاره وقت کار می‌کنند. سی و یک کشور آفریقایی پروتکل تأسیس دادگاه آفریقا را تصویب کرده‌اند که تنها ۹ کشور در این میان اعلامیه ویژه ای صادر کرده‌اند که به افراد و سازمان‌های غیردولتی اجازه می‌دهد پرونده‌ها را مستقیماً به دادگاه ارسال کنند این کشورها عبارتند از: بورکینافاسو، غنا، مالاوی، مالی، رواندا، تانزانیا، جمهوری ساحل عاج، تونس، و گامبیا؛ در خصوص سایر کشورها، پرونده‌ها باید به کمیسیون آفریقا ارسال شود، که تعیین می‌کند آیا آن پرونده را به دادگاه ارجاع دهد یا خیر.

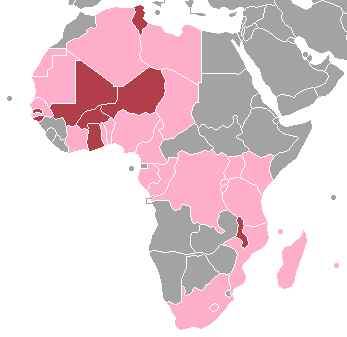
اعضای دادگاه حقوق بشر و مردم آفریقا. قرمز - صلاحیت دادگاه را به‌طور کامل به رسمیت می‌شناسند
صورتی - سایر کشورهایی که پروتکل را تصویب کرده‌اند